# 格伦·斯图尔特
格伦·斯图尔特（英語：Glenn Stewart，约1965年—），新西兰男子羽毛球运动员。他曾代表新西兰参加1986年和1990年英联邦运动会羽毛球比赛，其中1986年英联邦运动会获得一枚铜牌。